# Terrero, Platón Sánchez
Terrero är en ort i Mexiko.   Den ligger i kommunen Platón Sánchez och delstaten Veracruz, i den sydöstra delen av landet, 220 km norr om huvudstaden Mexico City. Terrero ligger 92 meter över havet och antalet invånare är 204.
Terrängen runt Terrero är platt åt nordost, men åt sydväst är den kuperad. Runt Terrero är det ganska tätbefolkat, med 108 invånare per kvadratkilometer. Närmaste större samhälle är Tantoyuca, 19,4 km nordost om Terrero. Trakten runt Terrero består till största delen av jordbruksmark.